# Baxada Futebol Clube
O Baxada Futebol Clube é um clube de futebol localizado em Cova Figueira, São Filipe, na Ilha do Fogo, Cabo Verde. Foi fundado em 27 de fevereiro de 2001.
Recentemente, o Baxada FC conquistou a promoção para a Primeira Divisão da Ilha do Fogo após sete anos na segunda divisão.

## Futebol

### Classificações regionais
| Temporada | Div | Pos | Pts    | J  | V | E | D  | G.M. | G.S. | Diff. |
| 2013-14   | 3   | 1   | -      | -  | - | - | -  | -    | -    | -     |
| 2014-15   | 2   | 8   | 11 pts | 18 | 3 | 2 | 13 | 26   | 65   | -39   |
| 2015-16   | 2   | 8   | 18 pts | 18 | 6 | 0 | 12 | 38   | 54   | -16   |
| 2016-17   | 2   | 9   | 5 pts  | 18 | 1 | 2 | 15 | 21   | 96   | -75   |

## Estatísticas
- Melhor posição: 8° (regional)
- Apresentadas na Campeonato Regional: 10
  - Primeira Divisão: 6
  - Segunda Divisão: 4

## Jogadores (temporada de 2015-16)
Nota: Bandeiras indicam equipe nacional, conforme definido pelas regras de elegibilidade da FIFA. Os jogadores podem ter mais de uma nacionalidade não-FIFA.
| N.º |            | Posição | Jogador  |
| --- | ---------- | ------- | -------- |
| 1   | Cabo Verde | G       | Tonni    |
| 9   | Cabo Verde | A       | Valdo    |
| 10  | Cabo Verde | M       | Virgiliu |